# Referendum a San Marino del 1996
I referendum del 1996 a San Marino sono stati referendum di tipo abrogativo e propositivo svoltisi a San Marino il 22 settembre 1996.
I quesiti vertevano sul cambiamento del sistema e della legge elettorale, e furono tutti approvati.

## Risultati

### Primo quesito
| Voto                        | Totale | %     |
| --------------------------- | ------ | ----- |
| Sì                          | 11 441 | 60,5  |
| No                          | 7 456  | 39,5  |
| Schede bianche e voti nulli | 360    | –     |
| Totale                      | 19 257 | 100,0 |
| Affluenza alle urne         | 29 729 | 64,8  |

### Secondo quesito
| Voto                        | Totale | %     |
| --------------------------- | ------ | ----- |
| Sì                          | 11 811 | 62,8  |
| No                          | 7 000  | 37,2  |
| Schede bianche e voti nulli | 437    | –     |
| Totale                      | 19 248 | 100,0 |
| Affluenza                   | 29 729 | 64,7  |

### Terzo quesito
| Voto                        | Totale | %     |
| --------------------------- | ------ | ----- |
| Sì                          | 12 219 | 65,0  |
| No                          | 6 571  | 35,0  |
| Schede bianche e voti nulli | 457    | –     |
| Totale                      | 19 247 | 100,0 |
| Affluenza                   | 29 729 | 64,7  |

### Quarto quesito
| Voto                        | Totale | %     |
| --------------------------- | ------ | ----- |
| Sì                          | 11 322 | 60,9  |
| No                          | 7 257  | 39,1  |
| Schede bianche e voti nulli | 669    | –     |
| Totale                      | 19 248 | 100,0 |
| Affluenza alle urne         | 29 729 | 64,7  |